# Щемиловский путепровод
Щеми́ловский путепрово́д — трамвайный железобетонный балочный путепровод через Ивановскую улицу в Невском районе Санкт-Петербурга. Единственная в городе трамвайная эстакада для съезда с моста.

## Расположение
Трамвайная эстакада у Володарского моста расположена на левом берегу Невы в створе Ивановской улицы и вдоль Прямого проспекта и переулка Матюшенко. Обеспечивает отвод трамвайного движения с Володарского моста на проспект Обуховской Обороны.

## Название
В декабре 2024 года на заседании Топонимической комиссии Санкт-Петербурга было рекомендовано назвать путепровод Щемиловским, по историческому району Щемиловка.

## История
Построен в 1990—1992 годах в составе реконструкции Володарского моста. Авторы проекта — инженер «Ленгипроинжпроекта» В. В. Зайцев (общее проектирование) и инженер «Ленгипротрансмоста» А. М. Прохов (автора проекта пролетных строений эстакады на криволинейных участках). Строительство осуществлял МО-37 Мостостроя-6 под руководством главного инженера А. Л. Копытова и прораба А. А. Игнатьева. Строительство эстакады вызвало многочисленные споры среди горожан. Движение трамваев по мосту открыто 18 января 1993 года.
В 2013—2014 годах выполнен капитальный ремонт. Работы выполнила компания «МК-20СХ», общая стоимость контракта составила 108,6 млн рублей. В ходе работ были заменены резинометаллические опорных части, устроены переходные плиты в сопряжении пролетных строений на опорах и пандусов с эстакадой, устроены новые деформационные швы, выполнен ремонт тротуаров, устроено новое балластное корыто с заменой гидроизоляции.

## Конструкция
Путепровод 14-пролётный железобетонный, из которых 11 прямолинейных пролётов перекрыты типовыми железобетонными пролетными строениями балочно-разрезной системы, длиной по 18 м, а на криволинейных участках — трёхпролётными железобетонными пролётными строениями балочно-неразрезной системы индивидуального проектирования. Эстакада расположена на двух кривых участках и прямом. Разбивка путепровода на пролёты в осях опор: 18,08+23,05+28,0+23,15+18,74+8х18,67+18,02 м.
Трамвайная эстакада состоит из двух пандусов и центральной части. Полная длина эстакады составляет 488,84 м, в том числе длина пандуса, примыкающего к Володарскому мосту — 68,5 м; длина центральной части — 264,2 м; длина пандуса, расположенного в Виноградовском сквере — 156,1 м. Полная ширина путепровода на прямых участках — 10,46 м, на кривых — 10,86 м, в том числе два служебных тротуара по 0,8 м. В поперечном сечении пролётное строение на прямых участках состоит из 6 балок, объединённых монолитной плитой проезжей части. Неразрезное пролётное строение в поперечном сечении состоит из 6 балок, объединённых между собой сборными и монолитными диафрагмами, плиты балластного корыта и тротуара бетонировались на месте.
Промежуточные опоры эстакады железобетонные, сборно-монолитные на свайном основании. Выполнены в виде призматической стойки, раздваивающейся в верхней части. Устой со стороны Володарского моста свайного типа, козловой, на круглых железобетонных сваях. Устой со стороны завода Ломоносова с обратными стенками на естественном основании. Сопряжение с насыпями подходов выполнено через переходные плиты. К устоям примыкают сборные железобетонные подпорные стенки пандусов подходов. Подпорные стенки пандуса со стороны Володарского моста выполнены на ростверках свайного основания. Пандус со стороны завода имени Ломоносова, выполнен на естественном основании. Поверхности устоев и подпорных стенок облицованы гранитными плитами.
Путепровод предназначен для движения трамваев. По краям трамвайного полотна устроены два служебных тротуара, отделённые от него металлическим барьерным ограждением. Покрытие на проезжей части и тротуарах — асфальтобетон. Перила моста металлические простого рисунка. Трамвайное полотно выполнено с ездой на балласте. Рельсы уложены на металлодеревянные шпалы и засыпаны щебнем, а по щебню асфальтобетонное покрытие. Путь бесстыковой температурно-напряжённой системы.